# Blackpink (minialbum)
BLACKPINK – pierwszy japoński minialbum południowokoreańskiej grupy Blackpink, wydany 30 sierpnia 2017 roku przez wytwórnię YGEX. Minialbum ukazał się w pięciu edycjach: CD, CD+DVD, Playbutton oraz dwóch limitowanych.
28 marca 2018 roku został wydany ponownie pod nowym tytułem Re:BLACKPINK. Ukazał się w trzech edycjach: CD, CD+DVD oraz Playbutton. Zawierał taką samą zawartość jak oryginalny minialbum oraz dodatkowo materiał ze ich debiutanckiego showcase'u BLACKPINK PREMIUM DEBUT SHOWCASE.
Osiągnął 1 pozycję w rankingu Oricon i pozostał na liście przez 61 tygodni, sprzedał się w nakładzie 81 658 egzemplarzy w Japonii (stan na grudzień 2018).

## Lista utworów
| Digital download / CD / Playbutton | Digital download / CD / Playbutton | Digital download / CD / Playbutton | Digital download / CD / Playbutton | Digital download / CD / Playbutton | Digital download / CD / Playbutton |
| Nr                                 | Tytuł utworu                       | Tekst                              | Kompozycja                         | Aranżacja                          | Długość                            |
| ---------------------------------- | ---------------------------------- | ---------------------------------- | ---------------------------------- | ---------------------------------- | ---------------------------------- |
| 1.                                 | „Boombayah”                        | Teddy, Bekuh Boom                  | Teddy, Bekuh Boom                  | Teddy                              | 4:01                               |
| 2.                                 | „Whistle”                          | Teddy, Bekuh Boom                  | Teddy, Future Bounce, Bekuh Boom   | Teddy, Future Bounce               | 3:31                               |
| 3.                                 | „Playing with Fire”                | Teddy                              | Teddy, R.Tee                       | R.Tee                              | 3:17                               |
| 4.                                 | „Stay”                             | Teddy                              | Teddy, Seo Won-jin                 | Seo Won-jin                        | 3:50                               |
| 5.                                 | „As If It’s Your Last”             | Teddy, Brother Su, CHOICE37        | Teddy, Future Bounce, Lydia Paek   | Teddy, Future Bounce               | 3:33                               |
| 6.                                 | „Whistle” (acoustic ver.)          | Teddy, Bekuh Boom                  | Teddy, Future Bounce, Bekuh Boom   | Teddy, Future Bounce               | 3:32                               |

### Wersja CD+DVD
| CD  | CD                                   | CD                          | CD                               | CD                   | CD      |
| Nr  | Tytuł utworu                         | Tekst                       | Kompozycja                       | Aranżacja            | Długość |
| --- | ------------------------------------ | --------------------------- | -------------------------------- | -------------------- | ------- |
| 1.  | „Boombayah”                          | Teddy, Bekuh Boom           | Teddy, Bekuh Boom                | Teddy                | 4:01    |
| 2.  | „Whistle”                            | Teddy, Bekuh Boom           | Teddy, Future Bounce, Bekuh Boom | Teddy, Future Bounce | 3:31    |
| 3.  | „Playing with Fire”                  | Teddy                       | Teddy, R.Tee                     | R.Tee                | 3:17    |
| 4.  | „Stay”                               | Teddy                       | Teddy, Seo Won-jin               | Seo Won-jin          | 3:50    |
| 5.  | „As If It's Your Last”               | Teddy, Brother Su, CHOICE37 | Teddy, Future Bounce, Lydia Paek | Teddy, Future Bounce | 3:33    |
| 6.  | „Whistle” (acoustic ver.)            | Teddy, Bekuh Boom           | Teddy, Future Bounce, Bekuh Boom | Teddy, Future Bounce | 3:32    |
| 7.  | „Boombayah” (-KR ver.-)              | Teddy, Bekuh Boom           | Teddy, Bekuh Boom                | Teddy                | 4:01    |
| 8.  | „Whistle” (-KR ver.-)                | Teddy, Bekuh Boom           | Teddy, Future Bounce, Bekuh Boom | Teddy, Future Bounce | 3:31    |
| 9.  | „Playing with Fire” (-KR ver.-)      | Teddy                       | Teddy, R.Tee                     | R.Tee                | 3:17    |
| 10. | „Stay” (-KR ver.-)                   | Teddy                       | Teddy, Seo Won-jin               | Seo Won-jin          | 3:50    |
| 11. | „As If It's Your Last” (-KR ver.-)   | Teddy, Brother Su, CHOICE37 | Teddy, Future Bounce, Lydia Paek | Teddy, Future Bounce | 3:33    |
| 12. | „Whistle” (acoustic ver., -KR ver.-) | Teddy, Bekuh Boom           | Teddy, Future Bounce, Bekuh Boom | Teddy, Future Bounce | 3:32    |

| DVD | DVD                                    | DVD     |
| Nr  | Tytuł utworu                           | Długość |
| --- | -------------------------------------- | ------- |
| 1.  | „Boombayah” (-Music Video-)            |         |
| 2.  | „Whistle” (-Music Video-)              |         |
| 3.  | „Playing with Fire” (-Music Video-)    |         |
| 4.  | „Stay” (-Music Video-)                 |         |
| 5.  | „As If It's Your Last” (-Music Video-) |         |
| 6.  | „Making Movie”                         |         |